# Dom Oppenheimów we Wrocławiu
Kamienica Oppenheimów – zabytkowa kamienica znajdująca się przy Placu Solnym 4 we Wrocławiu.

## Historia
Pierwszy budynek na działce nr 4 został wzniesiony na przełomie XIV i XV wieku według Wojciecha Brzezowskiego; mogło to być już w XIII wieku. Późnogotyckie i renesansowe relikty zachowały się w trakcie tylnym. Był to wówczas jednotraktowy, trójizbowy, kalenicowy dom.
Pod koniec XVII wieku lub na przełomie XVII i XVIII wieku kamienica została przebudowana i uzyskała barokową elewację. Budynkowi nadano wówczas obecną bryłę: czterokondygnacyjnego budynku z trzykondygnacyjnym szczytem, o pięcioosiowej elewacji ze zdwojoną osią środkową z portalem wejściowy u jej podstawy prowadzącym do przelotowej sieni nakrytą sklepieniem kolebkowym i z lunetami. Sień została wydzielona z wcześniejszej renesansowej sieni, w skład której wchodziło wschodnie pomieszczenie parterowe. Artykulację poszczególnych osi stanowią pilastry wielkiego porządku. Pomiędzy parterem a pierwszym piętrem oraz nad trzecim piętrem znajdują się wydatne gzymsy. Szczyt również podzielony jest gzymsem na dwie kondygnacje
We wnętrzu kamienicy zachowała się barakowa klatka schodowa, skromna dekoracja sztukatorska na stropach (profilowany gzyms fasetowy) oraz barokowa stolarka portalu. W podwórzu znajduje się drewniana czterokondygnacyjna konstrukcja galerii, która łączy dom z jednotraktową oficyną. Tego typu konstrukcja zachowała się jedynie jeszcze w kamienicy przy ulicy Wita Stwosza 16.
Pod koniec XIX wieku i na początku XX przebudowie uległa parterowa część budynku. Wybito wówczas większe otwory okienne wstawiając w ich miejsce witryny sklepowe. W 1929 roku dwa piętra kamienicy strawił pożar, zniszczeniu uległa głównie klatka schodowa, którą odbudowano, ale już bez pierwotnych balustrad.

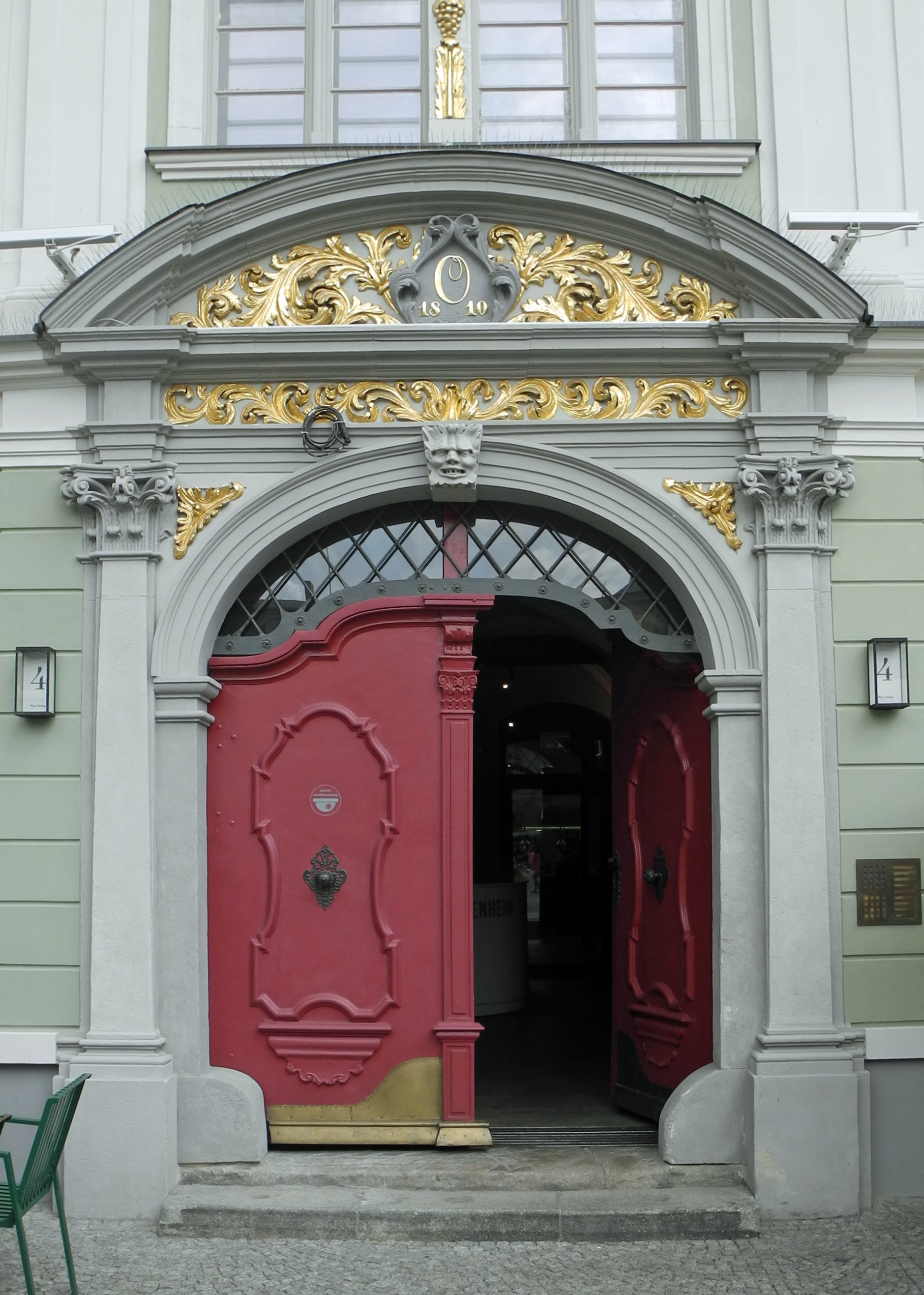
Portal

W marcu 1810 roku kamienicę, od starosty królewskiego Heinricha Sachsa Auf Oberseilau und Ober-Wangtena, nabył bankier Heymann Oppenheim i pozostała ona w posiadaniu jego rodziny do 1902 roku. Jego inicjał i data „1810” znajduje się w tympanonie portalu. W budynku znajdował się bank, a od 1850 roku znajdowały się w niej mieszkania czynszowe.
W 1888 roku z kamienicy wyprowadzili się jego właściciele, a budynek został przekazany gminie żydowskiej, ale nieruchomością zarządzała żona i spadkobierczyni Ferdynanda Oppenheima, Julie von Cohn-Oppenheim. Kamienica zaczęła pełnić funkcję centrum życia wrocławskiej społeczności żydowskiej. W 1902 roku kamienica została ostatecznie przekazana gminie żydowskiej, która założyła fundację Heymanna Opeheima na rzecz ubogich i potrzebujących. W 1903 roku nad wejściem do budynku umieszczono marmurową tablicę pamiątkową ze złotym napisem: „Fundacja Heymanna Oppenheima”. W rękach gminy żydowskiej kamienica pozostawała do 1941.

### Handel w kamienicy
Od lat 30. XIX wieku na parterze budynku znajdowały się pomieszczenia handlowe. W 1837 roku znajdował się tu zakład szewski, a w sąsiednim pomieszczeniu księgarnia. W pomieszczeniach piwnicznych znajdował się warsztat powroźnika, a od 1876 wyrabiano tam liny. W 1859 roku na parterze otwarty został sklep z bielizną i pasmanterią Korn. W latach 1898–1938 na parterze w lewej jej części mieścił się sklep obuwniczy Herz. W tym samym okresie w kamienicy na pierwszym piętrze znajdował się sklep z tkaninami E.A. Hildebrandta (czynny do 1919 roku) i z bielizną Strassmana na parterze (czynny do 1988 roku). Po I wojnie światowej standard kamienicy upadł, a z dużych pomieszczeń na piętrach zajmowanych przez rodzinę Oppenheim zrobiono jedno- lub dwupokojowe mieszkania.

### Po 1945
Kamienica Oppenheimów należy do nielicznych na Starym Mieście we Wrocławiu, które nienaruszone przetrwały bombardowania podczas oblężenia Wrocławia. W 2012 roku kamienicę zakupiła Viola Wojnowski, a wraz z nowym właścicielem budynku wszyscy dotychczasowi najemcy mieszkający w kamienicy sprzedali i opuścili mieszkania.
W latach 2013–2018 kamienica poddana został renowacji pod nadzorem Fundacji Deutsch-Polnische Stiftung Kulturpflege und Denkmalschutz; autorem projektu modernizacji, przebudowy i rozbudowy kamienicy było biuro architektoniczne J. Mayer H. z Berlina. Obecnie w budynku znajduje się Dom Dla Kultury OP ENHEIM.